# Beaulieujski edikt
Edikt iz Beaulieuja (francosko Édit de Beaulieu) je odlok, ki ga je 6. maja 1576 v kraju Beaulieu-lès-Loches objavil francoski kralj Henrik III. pod pritiskom protestantske vojske, ki je tisto pomlad oblegala Pariz.
Edikt, o katerem se je pogajal kraljev brat François, vojvoda d'Alençonski, je dal hugenotom pravico do javnega bogoslužja v njihovi veri po vsej Franciji, razen v Parizu in na dvoru. Vera se je od takrat uradno imenovala religion prétendue réformée (domnevno reformirana vera). Hugenotom je bilo dovoljeno imeti v lasti in graditi cerkve, prirejati konzistorije in sinode ter zasesti osem utrjenih mest, imenovanih varna mesta. V osmih mestnih parlamentih so bili ustanovljene zbornice, imenovane mis-parties, v katerih je sedelo enako število katolikov in protestantov. V ediktu je bila zanikana odgovornost protestantov za pokol v Šentjernejski noči. Družine, ki so zaradi tega trpele, bi morale biti  vrnjene na prejšnje pomembne položaje in dobiti pošteno odškodnino. Te velike koncesije hugenotom in odobritev njihove politične organizacije so privedle do ustanovitve Katoliške lige. Ustanovili so jo katoliki pod vodstvom Henrika I., vojvode Guiškega, ki so želeli obraniti svoje privilegije.
Kralj je 14. maja v pariškem parlamentu izvedel lit de justice, da bi spodkopal čakajočo opozicijo v večinsko katoliškem parlamentu in zagotovil, da je bil edikt pravilno registriran.
Decembra 1576 se je generalni svet Bloisa izrekel proti ediktu iz Beaulieuja in protestanti so prijeli za orožje. Vodil jih je Henrik Navarski, ki se je v času pokola v Šentjernejski noči spreobrnil v katolištvo, po pobegu z dvora pa se je vrnil h kalvinizmu. Prednost je bila na katoliški strani, predvsem zaradi uspehov vojvode Anžujskega. Septembra 1577 je sporazum iz Bergeraca, potrjen s Poitierskim ediktom, hugenotom dopustil svobodno uveljavljanje njihove vere le v predmestjih enega mesta v vsakem sodnem okrožju v tistih krajih, kjer so jo izvajali pred izbruhom sovražnosti in so jih posedovali na ta datum.